# Allsvenskan de 1982
A Primeira Divisão do Campeonato Sueco de Futebol da temporada 1982, denominada oficialmente de Allsvenskan 1982, foi a 58º edição da principal divisão do futebol sueco. O campeão foi o IFK Göteborg que conquistou seu 5º título na história da competição.

## Classificação final
| Pos. | Equipe         | J  | V  | E  | D  | GP | GC | Pts | SG  |
| ---- | -------------- | -- | -- | -- | -- | -- | -- | --- | --- |
| 1    | IFK Göteborg   | 22 | 11 | 7  | 4  | 45 | 22 | 29  | +23 |
| 2    | Hammarby IF    | 22 | 12 | 4  | 6  | 42 | 27 | 28  | +15 |
| 3    | IF Elfsborg    | 22 | 9  | 8  | 5  | 31 | 21 | 26  | +10 |
| 4    | Malmö FF       | 22 | 7  | 11 | 4  | 23 | 15 | 25  | +8  |
| 5    | Östers IF      | 22 | 10 | 4  | 8  | 28 | 20 | 24  | +8  |
| 6    | IK Brage       | 22 | 9  | 6  | 7  | 24 | 27 | 24  | -3  |
| 7    | Örgryte IS     | 22 | 7  | 7  | 8  | 27 | 28 | 21  | -1  |
| 8    | Halmstads BK   | 22 | 7  | 7  | 8  | 39 | 45 | 21  | -6  |
| 9    | Kalmar FF      | 22 | 6  | 7  | 9  | 21 | 27 | 19  | -6  |
| 10   | IFK Norrköping | 22 | 5  | 9  | 8  | 28 | 38 | 19  | -10 |
| 11   | AIK Fotboll    | 22 | 4  | 10 | 8  | 21 | 31 | 18  | -10 |
| 12   | Åtvidabergs FF | 22 | 4  | 2  | 16 | 17 | 45 | 10  | -28 |

## Premiação
| Allsvenskan 1982                 |
| Sweden                           |
| -------------------------------- |
| IFK GÖTEBORG Campeão (5º título) |